# Lupercales
Les Lupercales (en latin, Lupercalia) sont, dans la Rome antique, des fêtes annuelles célébrées par les luperques du 13 au 15 février, près d'une grotte nommée le Lupercal (située au pied du mont Palatin et peut-être découverte en novembre 2007), en l'honneur de Faunus, dieu de la forêt et des troupeaux.

## Déroulement

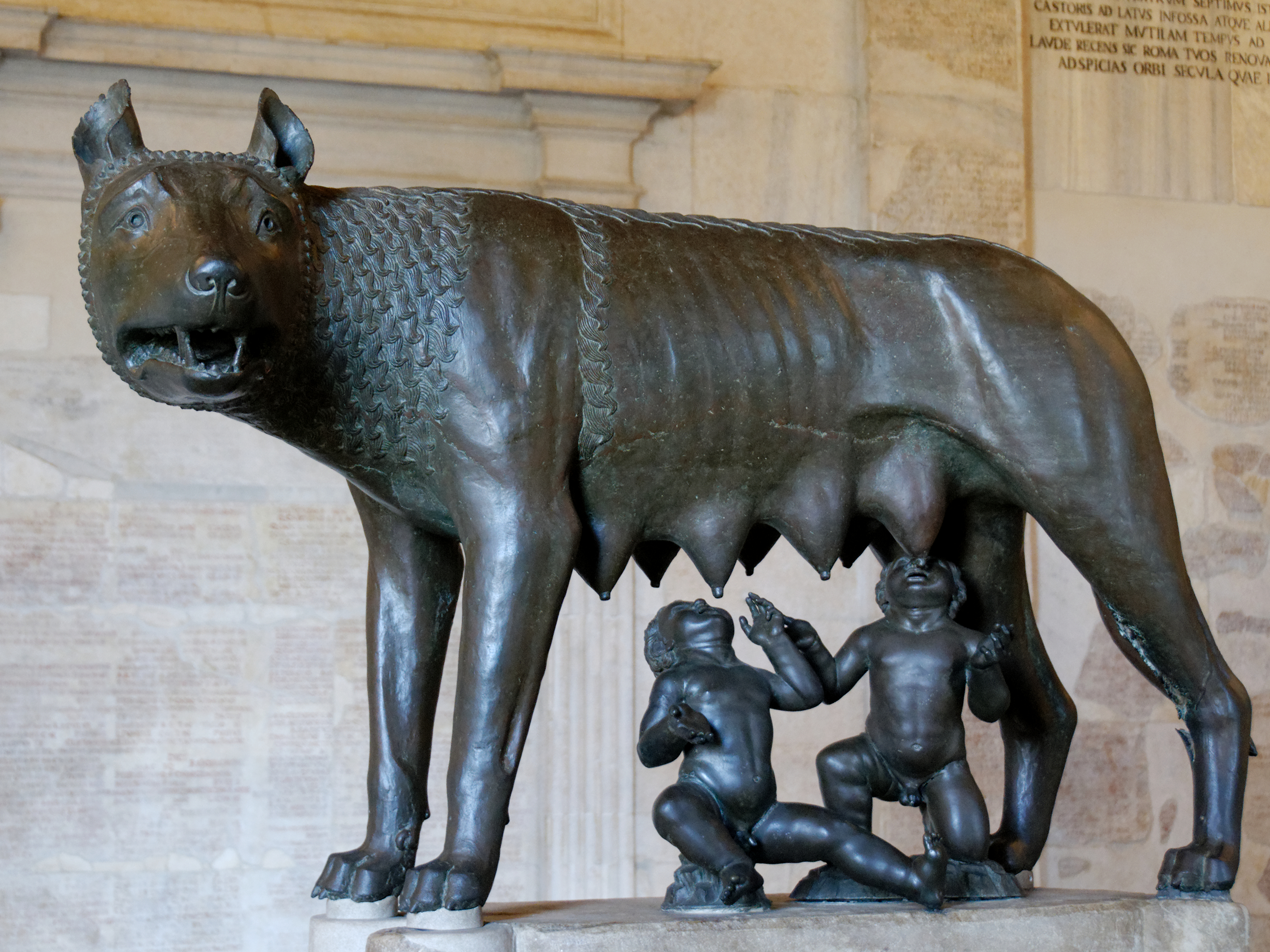
L'allaitement par la louve de Romulus et Remus.

La fête des Lupercales est une fête de purification qui avait lieu à Rome du 13 au 15 février, c’est-à-dire à la fin de l’année romaine, qui commençait le 1er mars.
Les luperques, prêtres de Faunus, sacrifiaient un bouc à leur dieu dans la grotte du Lupercal (au pied du mont Palatin) où, selon la légende, la louve avait allaité Romulus et Rémus, après avoir découvert les deux jumeaux sous un figuier sauvage (le Ficus Ruminalis) situé devant l'entrée de celle-ci, avant qu'ils ne soient recueillis et élevés par le berger Faustulus et son épouse Acca Larentia, une prostituée surnommée lupa (en latin la « louve ») par les autres bergers de la région. Il est à noter que le terme de « figuier sauvage » ne s'applique qu'au figuier commun mâle, appelé aussi « caprifiguier » (caprificus c'est-à-dire « figuier de bouc »).
Deux jeunes hommes, vêtus uniquement d'un pagne en peau de bouc, assistaient à la cérémonie. Après le sacrifice de chiens et de chèvres, le prêtre sacrificateur leur touchait le front de son couteau. Le sang ainsi répandu était essuyé par un flocon de laine trempé dans du lait. À ce moment-là, les jeunes gens devaient rire aux éclats, puis courir dans toute la ville de Rome. Ils étaient armés de lanières, taillées dans la peau du bouc sacrifié, avec lesquelles ils fouettaient les femmes rencontrées sur leur passage et qui souhaitaient avoir un enfant dans l’année, afin de les rendre fécondes.

## Culte

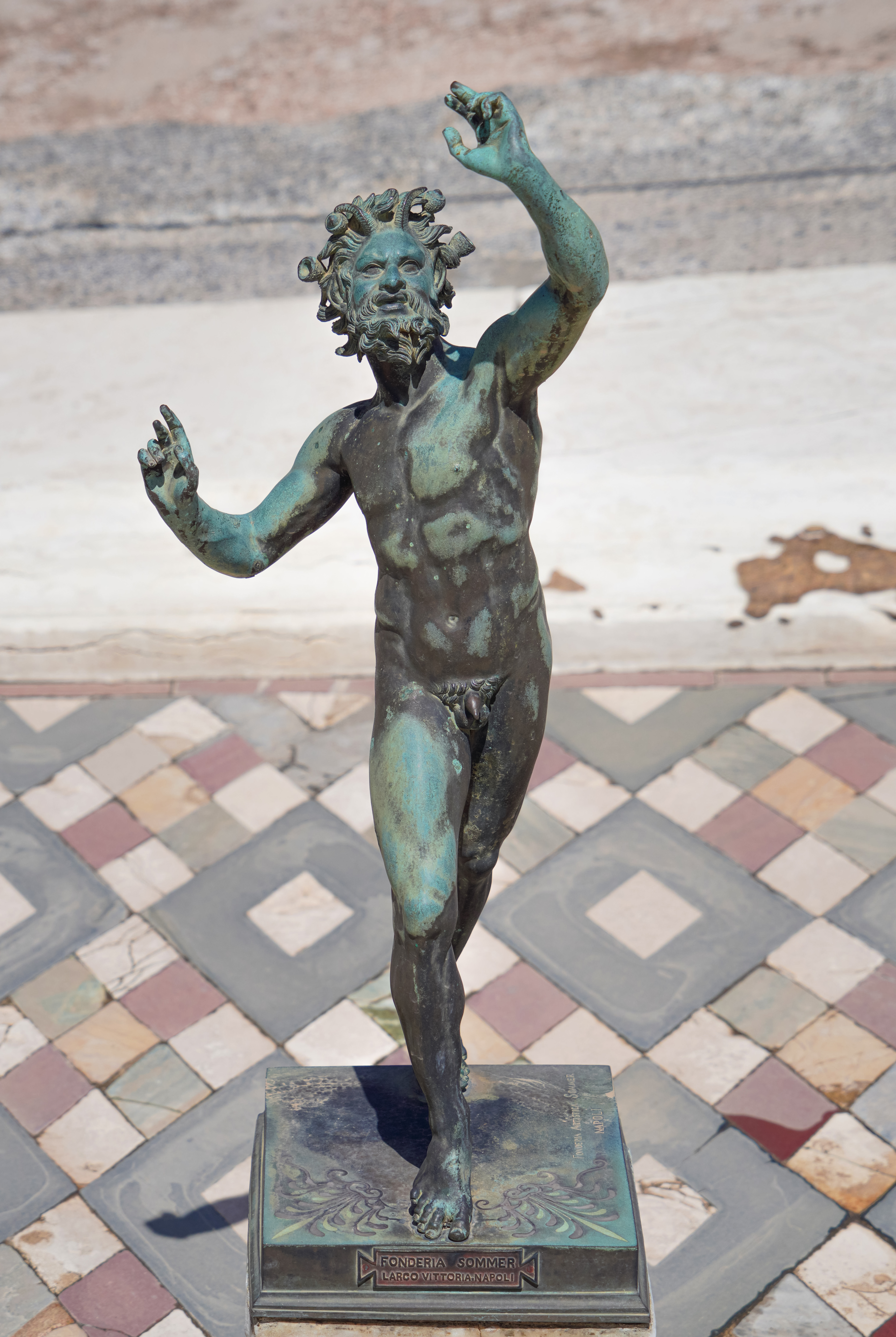
Faunus, dieu des Lupercales, Pompei, Italie.

La fête des Lupercales est une fête de purification, en début d’année. Les luperques figuraient les esprits de la nature dont Faunus, dieu de la fête, était le chef de file. Il s'agissait d'un rite très ancien, attribué au roi légendaire Évandre qui aurait régné sur la région avant la fondation de Rome.
Il semble que les Lupercales étaient un ensemble de fêtes qui impliquait davantage qu'une seule divinité ; Faunus étant considéré comme étroitement associé au culte des Lupercales, mais n'en étant pas lui-même le destinataire,. Le bouc, symbole de fécondité, associé à Faunus est lié à la protection des troupeaux par Ovide.
Certains[Qui ?] considèrent qu’avec les Liberalia et les Mamuralia, qui avaient lieu du 15 février au 15 mars, elles font partie d’un cycle de rites initiatiques marquant la fin de l’enfance pour les Romains.

## Le collège des Luperques
En 44 avant notre ère Jules César tenta de réformer ce collège et de donner un sens nouveau à cette réjouissance populaire, souhaitant être un nouveau Romulus sans mettre en scène le symbole de la royauté. Sa tentative échoua, mais la fête perdura.

## Fin de la tradition
Malgré l’édit de Milan de l’empereur Théodose Ier en février 391, qui interdit les pratiques païennes, les Lupercales sont toujours célébrées sous le règle de l’empereur Anastase Ier, à la fin du Ve siècle. Devenues une occasion festive, sans sacrifice rituel, chrétiens comme non-chrétiens y participent,.
En 494, le pape Gélase Ier s’élève contre cette fête dans une lettre aux chrétiens, avec pour objectif une résolution de querelles politiques avec l'aristocratie plus que la lutte contre une fête païenne
. Le Sénat romain y répondant que cette célébration était essentielle au bien-être des Romains, le pape lui déclare : « Puisque vous affirmez que ce rite a une force salutaire, célébrez-le vous-mêmes selon l’antique façon : courrez vous-mêmes nus, afin de pouvoir accomplir comme il se doit cette stupidité. » Malgré cela, Gélase n’a pas réellement aboli les Lupercales, pas plus qu’il ne les aurait remplacées par une autre fête comme la fête de la Présentation de Jésus au Temple. C'est la conquête byzantine sous Justinien, au VIe siècle, qui provoque la fin des festivités.
Le rapprochement entre les Lupercales et la Saint-Valentin remonte, quant à lui, au XIVe siècle, avec le poète anglais Geoffrey Chaucer et l’amour courtois,,.

## Interprétation

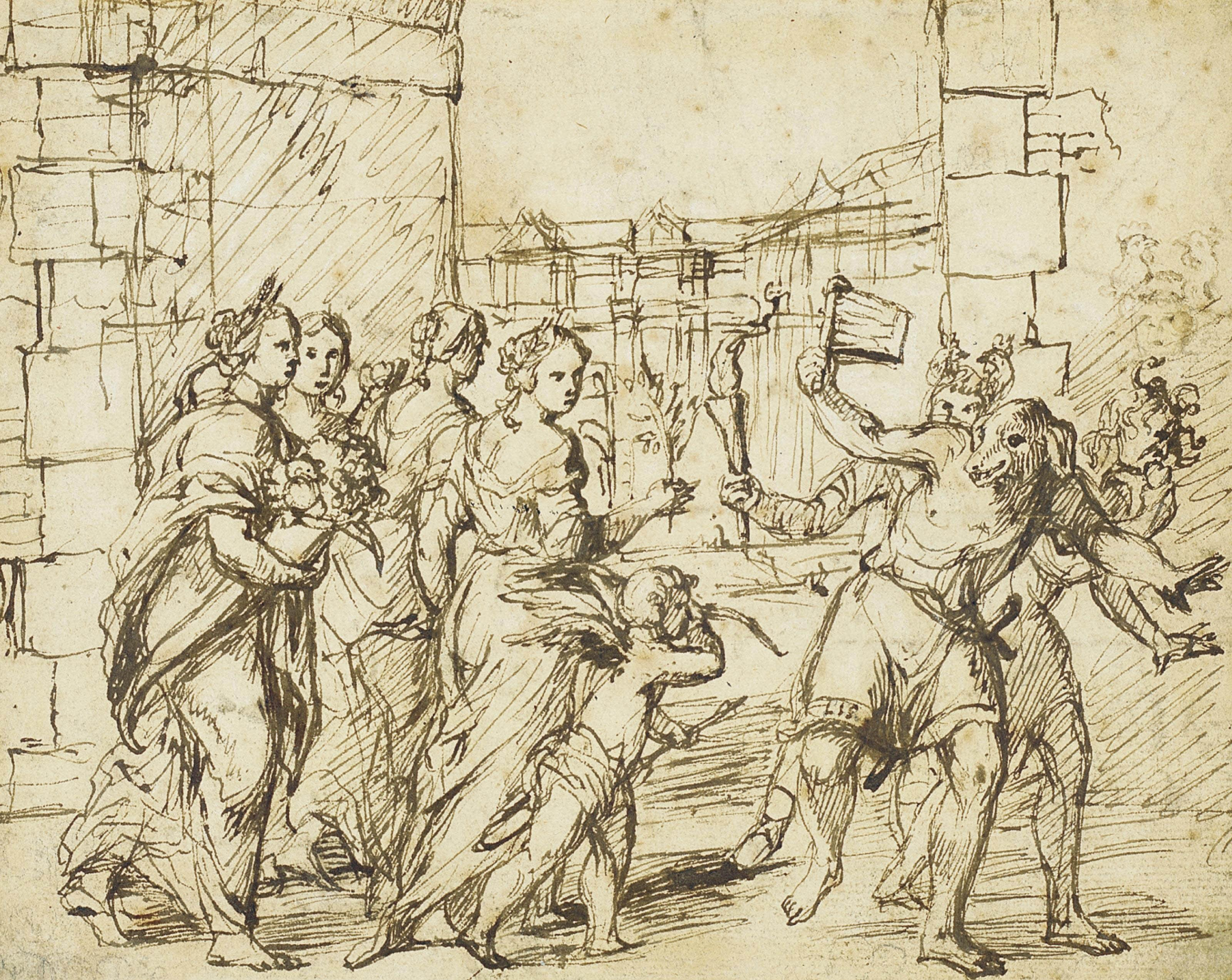
Le Festival lupercalien à Rome (vers 1578–1610), dessin du cercle d'Adam Elsheimer, montrant les Luperci déguisés en chiens et chèvres, avec Cupidon et des personnifications de la fertilité

Krešimir Vuković, auteur de la principale étude consacrée aux Lupercales, propose de retracer l'origine des luperques dans un compagnonnage guerrier, un Männerbund qu'il nomme Jungmannschaften, les luperques étant selon lui comparables aux Vrātyas et aux Maruts dans l'Inde védique. Reprenant le lien étymologique entre Lupercales et lupus, l'auteur soutient que les luperques imitaient les loups à travers une forme d'assimilation symbolique. Un des traits caractéristiques des Jungmannschaften et des compagnonnages guerriers est justement l'identification aux animaux prédateurs, et notamment au loup (le cas de l'Úlfhéðnar dans la mythologie nordique est célèbre), association qui remonte à la préhistoire indo-européenne. Selon Vuković, cette assimilation n'implique pas un culte totémique, mais plutôt une forme d'interdépendance avec un animal, à « imiter », dont sont « absorbées » certaines qualités (vitesse, aptitude martiale, etc.).
Rappelant la pratique rituelle du ver sacrum, Krešimir Vuković suggère que ces groupes de jeunes guerriers ont joué un rôle clé dans les migrations indo-européennes. La clé des Lupercales se trouve, selon l'auteur, dans ses limites temporelles et spatiales : la cérémonie est célébrée dans la dimension du « dehors » (hors de l'oppidum palatin), et dans le « non-temps » qui sépare la fin (décembre) et le début (mars) de l'année romulienne de 10 mois, dans la fenêtre, inscrite dans le novendial dédié au culte des morts (Parentalia), dans lequel les activités religieuses ordinaires sont suspendues. Les Lupercales se révèlent ainsi comme une cérémonie sauvage et carnavalesque, et sont définies comme « un rite de passage réservé uniquement à un nombre restreint de jeunes hommes d'élite, et non un rituel de passage à l'âge adulte pour les garçons romains en général ».
Le rite de passage concernant les deux jeunes gens marqués au front par le couteau du prêtre sacrificateur, dont la symbolique de mort-renaissance est claire, sanctionne, selon Vuković, l'admission. dans les sodalitas de deux nouveaux membres.

## Possible découverte archéologique de la grotte des Lupercales
Le ministre italien de la Culture a annoncé en novembre 2007 la découverte, par les archéologues chargés des fouilles du Palatin, de la grotte qui abritait les cérémonies des lupercales, et qui aurait, selon le récit traditionnel de la fondation de Rome, accueilli la louve et les jumeaux Romulus et Rémus.
Ce sont des recherches portant sur les fondations des édifices du palais impérial qui ont révélé fortuitement une grotte dont le plafond se trouve à sept mètres de la surface. Remplie de déchets, celle-ci n'a été accessible qu'à une sonde. D'une hauteur d'environ neuf mètres, la grotte est dotée d'une voûte de 7 mètres de diamètre environ, et est décorée de mosaïques et de coquillages. La représentation d'un aigle au sommet de la voûte laisse penser à une réfection à l'époque d'Auguste. La décoration de la voûte est une des mieux conservées que l'on connaisse.
Si, selon l'archéologue Andrea Carandini, l'identification de la grotte avec le Lupercale est certaine, elle a déjà fait l'objet de critiques : ainsi, selon l'archéologue Fausto Zevi, la grotte pourrait n'être qu'un nymphée dépendant du palais impérial.

## Dans la culture
- Ovide, Fastes (2,243-474)
- Lupercal, surnom du maître de guerre Horus dans la saga de science-fiction L'Hérésie d'Horus, se déroulant dans l'univers de Warhammer 40,000.
- Dans la série Netflix Les Nouvelles Aventures de Sabrina les sorciers et sorcières du coven de Greendale fêtent les lupercales, qui s'apparentent plus à une célébration tournant autour de l'érotisme.